# STS-9
STS-9 (também chamada de STS-41-A e Spacelab 1) foi uma missão do ônibus espacial Columbia, realizada entre novembro de dezembro de 1983, dedicada inteiramente ao Spacelab, o módulo-laboratório de pesquisas científicas, construído em conjunto pela NASA e pela Agência Espacial Europeia - ESA.
Com seis tripulantes, sendo um deles alemão - o segundo no espaço e o primeiro da então Alemanha Ocidental - foi a missão com o maior número de astronautas a bordo de uma nave espacial até aquela data.

## Tripulação
| Posição                  | Astronauta        |
| ------------------------ | ----------------- |
| Comandante               | John Young        |
| Piloto                   | Brewster Shaw     |
| Especialista de missão 1 | Owen Garriott     |
| Especialista de missão 2 | Robert Parker     |
| Especialista de carga 1  | Ulf Merbold       |
| Especialista de carga 2  | Byron Lichtenberg |

## Parâmetros da missão
- Massa:
  - Lançamento:  112,318 kg8
  - Aterragem:  99,800 kg
  - Carga: 15,088 kg
- Perigeu: 241 km
- Apogeu: 254 km
- Inclinação: 57°
- Período: 89.5 min

## Hora de acordar
- 2° Dia: Holiday, da banda Bee Gees.
- 3° Dia: Words, da banda Bee Gees.
- 4° Dia: No Woman, No Cry, de Bob Marley.
- 5° Dia: Plastic People, de Frank Zappa.
- 6° Dia: Hells Bells, da banda AC/DC.
- 7° Dia: I Got You, de James Brown.
- 8° Dia: Respect, de Aretha Franklin.
- 9° Dia: Mickey, de Toni Basil.
- 10° Dia: Killing an Arab, da banda The Cure.
- 11° Dia: Got to Be There, de Michael Jackson.
- 12° Dia: With a Child's Heart, de Stevie Wonder.
- 13° Dia: Ben, de Michael Jackson.
- 14° Dia: Gloria, da banda U2.

## Objectivos da missão
Na missão STS-9 o Columbia regressou ao espaço. O lançamento ocorreu às 11 a.m. EST de 28 de novembro de 1983, após um atraso de dois meses devido a um problema com o bocal de um dos SRBs. Foi a primeira vez que um ônibus espacial, após instalado na plataforma de lançamento,  retornou ao Vehicle Assembly Building aonde o bocal foi substituído.
A tripulação era constituída por seus membros, um recorde naquela época e incluía John Young, um dos astronautas do Projeto Apollo a pisar na Lua, como comandante e Brewster Shaw como piloto; Owen Garriott e Robert Parker, ambos especialistas de missão; o pesquisador do MITByron Lichtenberg e o civil alemão Ulf Merbold, como especialistas de carga, o primeiro voo com dois tripulantes não astronautas a voar num ônibus espacial. Merbold, um cidadão da Alemanha Ocidental, também foi o primeiro não-americano a participar num voo do programa do ônibus espacial. 
A missão estava voltada especialmente para o Spacelab l, um programa conjunto NASA/Agência Espacial Europeia (ESA) desenvolvido para demonstrar a capacidade de realizar pesquisas científicas avançadas no espaço, com astronautas e cientistas trabalhando no módulo Spacelab, e coordenando os seus esforços com os cientistas no Marshall Payload Operations Control Center (POCC) então localizado no Centro Espacial Johnson, em Houston. A construção e desenvolvimento do Spacelab l foi provida pela ESA. O laboratório ficava instalado no compartimento de carga e era conectado por um tubo a cabine do veículo.   
O grupo foi dividido em duas equipes, cada uma trabalhando em turnos de 12 horas durante toda a missão. Young, Parker e Merbold formaram a equipe vermelha, enquanto Shaw, Garriott e Lichtenberg formaram a equipe azul. Normalmente, o comandante e o piloto permaneciam no compartimento de voo, enquanto os especialistas trabalhavam no Spacelab.
Setenta e duas experiências científicas foram realizados no campo atmosférico, nas áreas de física do plasma, astronomia, física solar, ciência dos materiais, tecnologia, ciências biológicas e observações terrestres. Os procedimentos correram tão bem que a missão foi aumentada em um dia adicional, para dez dias, fazendo desta o voo de maior duração de um ônibus espacial até aquela data.
A missão Spacelab l foi muito bem sucedida, tendo provado a utilidade da realização de experiências complexas no espaço com a colaboração de pessoas não pertencentes à NASA, treinadas como especialistas de carga em colaboração com um POCC. Além disto, o Tracking and Data Relay Satellite estava agora totalmente operacional, sendo capaz de retransmitir grandes quantidades de informação para o controle em terra.

## Problemas com os computadores
Durante a orientação do veículo, quatro horas antes da reentrada na atmosfera, um dos computadores travou quando os propulsores foram disparados. Alguns minutos depois, um segundo computador a travou de uma maneira semelhante, porém foi reiniciado com sucesso. Young adiou a aterragem, deixando o veículo estável. Ele posteriormente disse: `Se tivéssemos ativado o Backup Flight Software, isso teria resultado na perda do veículo e da tripulação.'
A análise pós-voo revelou que os GPCs falharam quando o propulsor RCS de movimento atingiu uma peça de solda folgada e causou um curto-circuito na placa do computador. 
O Columbia aterrou na Pista 17 da Base de Edwards em 8 de Dezembro de 1983, às 3:47 p.m. PST, completando 166 órbitas, perfazendo um total de 6.913.505 km percorridos. O Columbia foi carregado de volta para o KSC em 15 de Dezembro.

## Insignia da missão

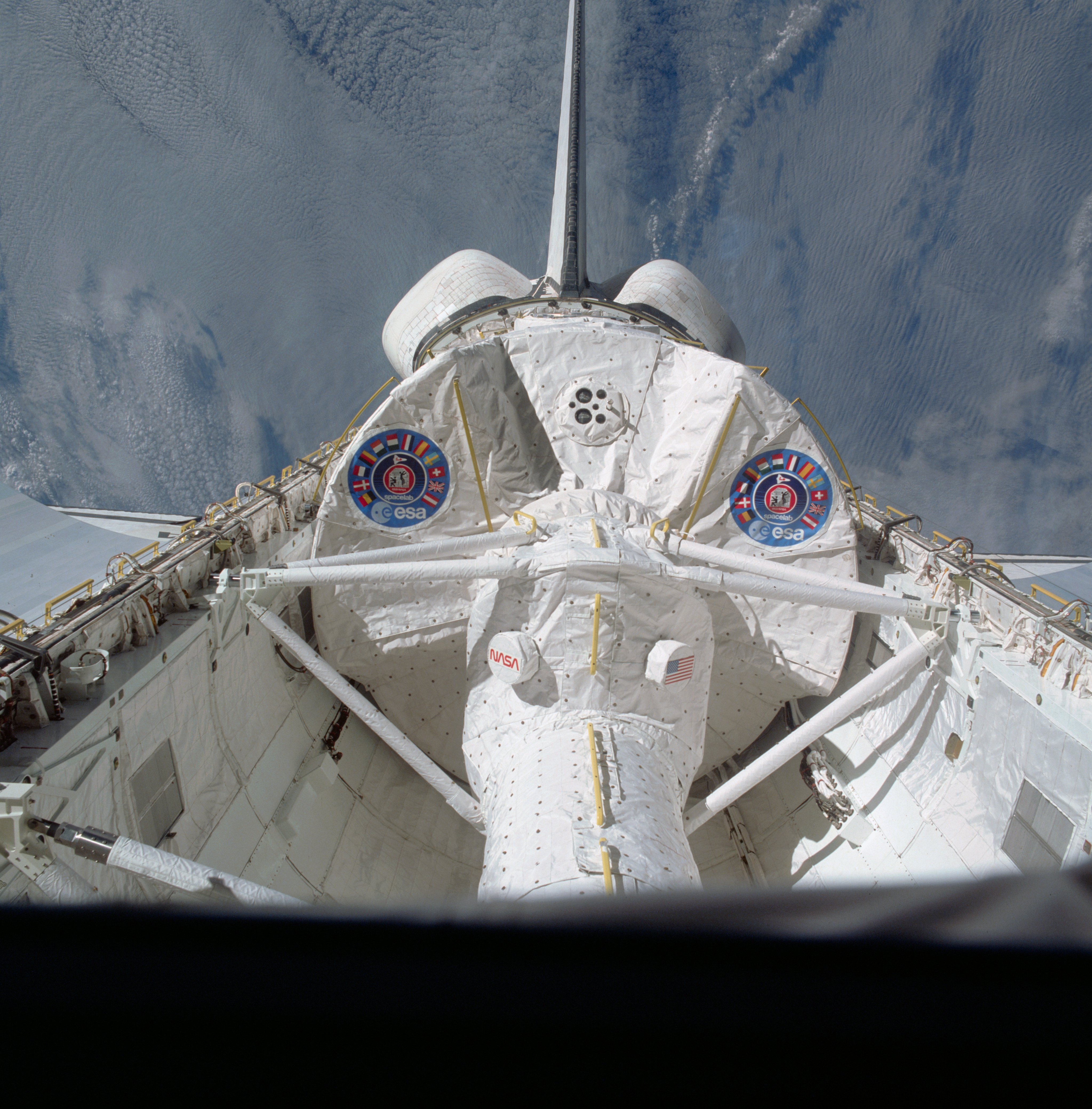
Spacelab 1 no compartimento de carga da Columbia

O Spacelab 1 é mostrado no compartimento de carga do Columbia. As nove estrelas e o caminho do veículo mostram a designação numérica  da sequência da missão no Sistema de Transporte Espacial.